# Publius Herennius Niger
Publius Herennius Niger war ein im 2. Jahrhundert n. Chr. lebender Angehöriger des römischen Ritterstandes (Eques).
Durch ein Militärdiplom ist belegt, dass Niger 134 Kommandeur der Ala I Ulpia Contariorum war, die zu diesem Zeitpunkt in der Provinz Pannonia superior stationiert war.